# Гаязова, Гульслу Халиловна
Гульслу Халиловна Гаязова (13 октября 1936 года — 15 февраля 2004 года, Нефтекамск, Башкортостан, Россия) — штукатур-маляр управления строительства Кармановской ГРЭС, БАССР, Герой Социалистического Труда. Почётный гражданин города Нефтекамска.
Депутат Верховного Совета Башкирской АССР девятого созыва (1975—1980).

## Биография
Гульслу Халиловна Гаязова родилась 13 октября 1936 года в д. Барышево Теньковского района Татарии в крестьянской семье. Татарка. Окончила 7 классов сельской школы.
Трудовую деятельность начала в 1953 году в Свердловской области разнорабочей строительного управления Верхне-Тагильской ГРЭС треста «Уралэнергострой». Без отрыва от производства окончила курсы штукатуров-маляров. В 1958 г. по комсомольской путевке направлена на строительство Белоярской атомной электростанции (Свердловская область) штукатуром-маляром. С 1964 г. строила Кармановскую ГРЭС в Башкирской АССР.
Работая в строительных организациях Министерства энергетики и электрификации СССР, Г. X. Гаязова из года в год добивалась высоких производственных показателей. По её инициативе впервые в Управлении строительства Кармановской ГРЭС треста «Уралэнергострой» разработан и внедрен поточный метод отделочных работ с широким применением малой механизации, что дало возможность сократить сроки выполнения отделочных работ и снизить их себестоимость. За первые три года девятой пятилетки (1971—1975) было сэкономлено 1 162 килограмма белил, 1 886 килограммов олифы, 460 килограммов тертых красок. Только при производстве отделочных работ главного корпуса ГРЭС, благодаря применению поточного метода, было достигнуто сокращение срока на 2,5 месяца, экономический эффект составил 29 892 рубля. По предложению Г. X. Гаязовой в 1973 г. внедрена и освоена механизация приготовления лакокрасочных материалов и замазок, впервые на строительстве применена эмульсия для приготовления шпаклевок, замазок и проолифки поверхностей из смеси известкового молока, купороса и мыла, за счет чего получена годовая экономия 4 960 рублей и исключено применение дефицитного материала олифы. Г. X. Гаязова была инициатором внедрения системы ванн, где детали окрашиваются методом опускания в лакокрасочный состав, что дало возможность сократить трудозатраты на 73 процента.
Установленный пятилетний план в объёме 19 500 рублей по состоянию на 1 декабря 1973 г. выполнила в объёме 14 030 рублей, то есть на 72 процента. Свой трехлетний план выполнила ко дню рождения В. И. Ленина — 22 апреля 1973 г, а социалистические обязательства 1973 г. — к 7 ноября, дню Великой Октябрьской социалистической революции, в объёме 3 890 рублей.
Школа маляров высшей квалификации, организованная Г. X. Гаязовой, за первые три года пятилетки подготовила 52 человека, в 1973 г повысили квалификацию 18 работников Управления строительства Кармановской ГРЭС.
За выдающиеся успехи в выполнении и перевыполнении планов 1973 г. и принятых социалистических обязательств Указом Президиума Верховного Совета СССР от 3 января 1974 г. Г X. Гаязовой присвоено звание Героя Социалистического Труда.
До ухода на пенсию в 1991 г. работала в специализированном управлении «Башуралотделстрой» треста «Башуралэнергострой».
Умерла 15 февраля 2004 года.

## Награды
- Герой Социалистического Труда (1974)
- Награждена орденами Ленина (1974), Трудового Красного Знамени (1971), медалями.
- Почетный гражданин города Нефтекамск.
- Занесена в Книгу Трудовой Славы Башкирской АССР.